# Platt (Familienname)
Platt ist ein englischer Familienname.

## Namensträger
- Ben Platt (Cricketspieler) (* 1980), walisischer Cricketspieler
- Ben Platt (Schauspieler) (* 1993), US-amerikanischer Schauspieler
- Benjamin Platt (um 1885–1960), US-amerikanischer Philanthrop und Unternehmer
- Beryl Platt, Baroness Platt of Writtle (1923–2015), britische Politikerin und Luftfahrtingenieurin
- Charles Platt (Autor) (* 1945), britischer Science-Fiction-Autor
- Charles A. Platt (1861–1933), US-amerikanischer Landschaftsgärtner und Architekt der American Renaissance
- Charles Z. Platt (Charles Zephaniah Platt; * 1773), US-amerikanischer Politiker (Föderalistische Partei)
- Clarence Platt (1873–nach 1924), US-amerikanischer Sportschütze
- Colin Platt (1934–2015), britischer Mittelalterhistoriker
- David Platt (Fußballspieler) (* 1966), englischer Fußballspieler und -trainer
- David Platt (Dartspieler) (* 1967), englisch-australischer Dartspieler
- David Platt (Pastor) (* 1979), US-amerikanischer baptistischer Pastor, Prediger und Bestsellerautor
- David Platt (Regisseur) US-amerikanischer Film- und Fernsehregisseur

- Eddie Platt (1921–2010), US-amerikanischer Saxophonist
- Edmund Platt (1865–1939), US-amerikanischer Politiker
- Edward Platt (1916–1974), US-amerikanischer Schauspieler, Sänger, Radiosprecher
- Ethel Bliss Platt (1881–1971), US-amerikanische Tennisspielerin
- Geoff Platt (* 1985), kanadischer Eishockeyspieler
- Howard M. Platt, britischer Zoologe
- James H. Platt (1837–1894), US-amerikanischer Politiker
- Jan Platt, deutscher Rapper und Songwriter
- Janice L. Platt, Filmproduzentin
- Jim Platt (* 1952), nordirischer Fußballspieler
- John Platt (Künstler) (1886–1967), britischer Künstler
- John Platt (Fußballspieler) (* 1954), englischer Fußballtorhüter
- John Platt (Informatiker) (* 1963), US-amerikanischer Informatiker
- John Edgar Platt (1886–1967), englischer Maler und Holzschnitzer
- John R. Platt (John Rader Platt; 1918–1992), US-amerikanischer Physiker und Biophysiker
- Jonas Platt (1769–1834), US-amerikanischer Politiker
- Julia Platt (1857–1935), US-amerikanische Zoologin und Politikerin
- Kalyar Platt (* 1972), birmanische Ökologin und Naturschützerin
- Karl Platt (* 1978), deutscher Mountainbiker
- Kin Platt (1911–2003), US-amerikanischer Schriftsteller
- Kristin Platt (* 1965), deutsche Sozialpsychologin
- Lenny Platt (* 1984), US-amerikanischer Schauspieler
- Lew Platt (1941–2005), US-amerikanischer Manager
- Louise Platt (1915–2003), US-amerikanische Schauspielerin
- Marc Platt (Tänzer) (1913–2014), US-amerikanischer Tänzer, Choreograf und Schauspieler
- Marc Platt (Schriftsteller) (* 1953), britischer Schriftsteller
- Marc Platt (Produzent) (* 1957), US-amerikanischer Film- und Theaterproduzent
- Michael Platt (1954–1986), US-amerikanischer Schwerverbrecher, siehe Miami-Schießerei 1986
- Michael Platt (Unternehmer) (* 1968), britischer Unternehmer und Hedgefondsmanager
- Oliver Platt (* 1960), kanadischer Schauspieler
- Orville H. Platt (1827–1905), US-amerikanischer Politiker
- Polly Platt (1939–2011), US-amerikanische Filmproduzentin, Kostümbildnerin, Szenenbildnerin und Drehbuchautorin
- Robert Platt, Baron Platt (1900–1978), britischer Arzt und Politiker
- Steven G. Platt (* 1961), US-amerikanischer Herpetologe und Naturschützer
- Sue Platt (* 1940), britische Speerwerferin und Kugelstoßerin
- Ted Platt (1921–1996), englischer Fußballtorwart
- Thomas Platt (* 1952), deutscher Buch- und Filmautor, Gastrokritiker und Maler
- Thomas C. Platt (1833–1910), US-amerikanischer Politiker
- Ulrich Platt (* 1949), deutscher Physiker
- Victoria Gabrielle Platt (* 1972), US-amerikanische Schauspielerin
- William Platt (1885–1975), britischer General
- Zephaniah Platt (Politiker, 1735) (1735–1807), amerikanischer Rechtsanwalt, Richter und Politiker
- Zephaniah Platt (Politiker, 1796) (1796–1871), amerikanischer Rechtsanwalt, Richter und Politiker